# كأس سوبر شمال إفريقيا
كأس سوبر شمال إفريقيا هي منافسة سنوية لكرة القدم انطلقت عام 2009 ينظمها اتحاد شمال أفريقيا لكرة القدم ، و هي ثالث منافسة من حيث الأهمية بعد كأس شمال أفريقيا للأندية البطلة وكأس شمال أفريقيا للأندية الفائزة بالكؤوس. وتتنافس على الكأس، الأندية الفائزة بالبطولتين المذكورتين الأخيرتين في كل من تونس والجزائر وليبيا ومصر والمغرب.
وقد فاز بالنسخة الأولى من هذه الكأس نادي وفاق سطيف.

## قائمة الفائزين
| عام البطولة | البطل           | الوصيف          | النتيجة | المكان |
| ----------- | --------------- | --------------- | ------- | ------ |
| 2010        | وفاق سطيف       | النادي الصفاقسي | 0-1     | سطيف   |
| 2011        | النادي الإفريقي | وفاق سطيف       | ألغيت   | رادس   |

## ترتيب الفرق حسب اللقب
| الترتيب | الفريق          | البطل | الوصيف |
| ------- | --------------- | ----- | ------ |
| 1       | وفاق سطيف       | 1     | 0      |
| 2       | النادي الصفاقسي | 0     | 1      |

## ترتيب الدول حسب اللقب
| الترتيب | الدولة  | البطل | الوصيف |
| ------- | ------- | ----- | ------ |
| 1       | الجزائر | 1     | 0      |
| 2       | تونس    | 0     | 1      |